# 18. Panzer-Division
La 18. Panzer-Division fu una formazione corazzata tedesca della seconda guerra mondiale creata, nell'ottobre 1940, da elementi della 4. e 14. Infanterie-Division. Combatté in Unione Sovietica nel settore centrale del fronte fino al 7 settembre 1943, quando venne riorganizzata nella 18. Artillerie-Division.
Un membro famoso di ques'tunità fu Karl von Thüngen, attivo nell'organizzazione dell'attentato a Hitler del 20 luglio 1944 e per questo fucilato.

## Storia
| Luogo                            | Periodo             |
| Germania                         | ott 1940 - giu 1941 |
| Fronte orientale, settore centro | giu 1941 - set 1943 |

### Il battesimo del fuoco

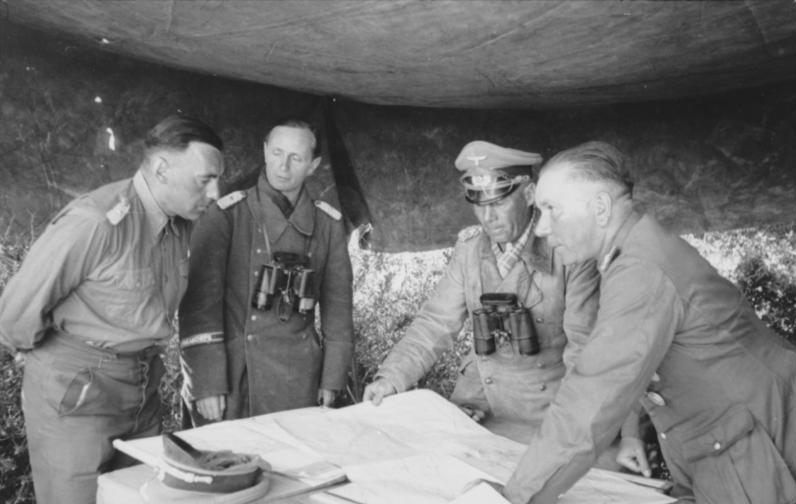
Walter Nehring (a destra), qui a colloquio con Rommel e Bayerlein nell'aprile 1942, fu il primo comandante della 18ª Panzer

Il 26 ottobre 1940, a Chemnitz, ebbe origine la 18. Panzer-Division da elementi della 4. e 14. Infanterie-Division, diventando completa solo nel gennaio 1941, quando era ancora in Germania. La mobilitazione, in vista dell'attacco all'Unione Sovietica, arrivò a maggio.
Il 22 giugno 1941 l'unità iniziò l'operazione Barbarossa con il Panzergruppe 2 dell'Heeresgruppe Mitte (Gruppo d'armate Centro) nella zona di Brėst, oltrepassando poi velocemente la Beresina e il Dnepr giungendo fino a Smolensk, dove a luglio combatté contro l'Armata Rossa e poi a Roslavl' con il XXXXVII Corpo d'armata. Ad agosto arrivò un periodo di riposo di circa un mese in preparazione alla battaglia di Mosca, prima di iniziare la quale tornò a battersi a Smolensk.

### La battaglia per Mosca

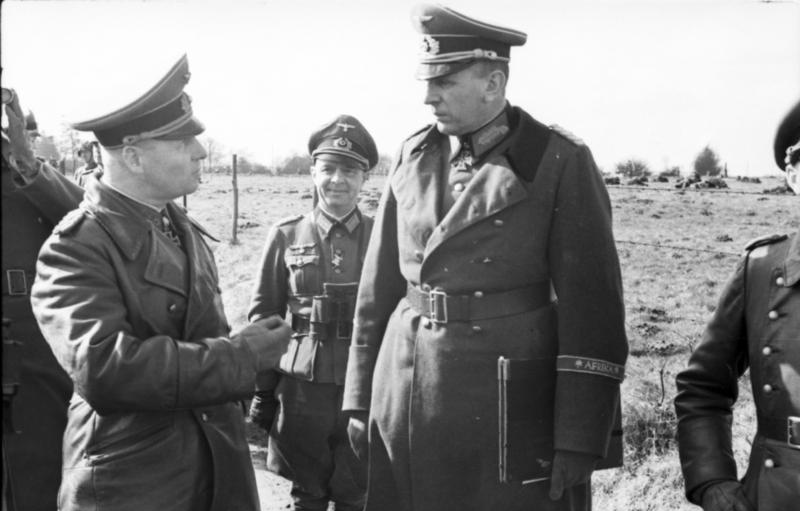
Erwin Menny (al centro), comandò l'unità dalla metà di settembre alla fine del dicembre 1942

Presa Brjansk a ottobre, la 18ª Panzer raggiunse il 4 novembre Tula dove ricevette alcuni carri armati di rinforzo, quindi con la 2ª Armata corazzata affrontò i sovietici a Jefremov arretrando poi a est di Mcensk a fine dicembre. Nel gennaio 1942 l'intervento della divisione corazzata fu richiesto dalle truppe tedesche rimaste accerchiate a Suschinitschi, mentre fino agli inizi di aprile agì nella zona di Orël impegnata, fra l'altro, a liberare la 216. Infanterie-Division, anch'essa rimasta accerchiata.
A Orël i combattimenti proseguirono fino a metà novembre (quando erano in funzione 5 Panzer II, 28 Panzer III, 13 Panzer IV e 2 panzerbefehlswagen, cioè carri comando disarmati) con la 2ª Armata corazzata con alcuni cambi di organico, quindi una parte della divisione passò sotto la 3ª Armata corazzata. A dicembre arrivò qualche semovente antiaereo che assisté la 18. Panzer-Division durante la sua permanenza a Orël, cioè fino alla fine del marzo 1943. Ad aprile infatti al colonnello Karl-Wilhelm von Schlieben, allora a capo del reparto, venne ordinato di porsi nella riserva per un periodo di riposo e riorganizzazione trascorso a Brjansk. Tornati a Orël alla fine di giugno per aiutare i loro commilitoni, i militari della divisione corazzata vennero poi sottoposti al XXXXI Corpo d'armata corazzato della 9ª Armata.

### Kursk
La battaglia di Kursk, iniziata ai primi del luglio 1943, vide la 18ª Panzer ancora impegnata nel fianco sinistro del fronte, a Orël, con il XXXXI Corpo d'armata corazzato. Quasi totalmente distrutta, la divisione fu affidata il 17 luglio al gruppo Esebeck (dal nome del comandante Hans-Karl von Esebeck) e poi il 25 luglio al XXII Corpo d'armata, con il quale ripiegò combattendo fino ad ovest di Karatschew difendendo ancora duramente le due posizioni, ma non riuscendo ad evitare la ritirata al fiume Desna. Il 21 agosto quello che restava dell'unità fu raggruppato nel "kampfgruppe 18. Panzer-Division" e inviato a difendere la zona di Homel', in Bielorussia.
Le pesanti perdite subite dagli uomini della divisione corazzata fecero sì che questa venne ritirata dal fronte il 7 settembre 1943 per essere trasformata nella 18. Artillerie-Division, denominazione assunta ufficialmente il 1º ottobre dello stesso anno.

## Ordine di battaglia
1941: operazione Barbarossa
- Stab (Quartier generale)
- 18. Panzer-Regiment (18º reggimento corazzato)
  - Panzer-Abteilung I (1º battaglione corazzato)
  - Panzer-Abteilung II
- 28. Panzer-Regiment
  - Panzer-Abteilung I
  - Panzer-Abteilung II
- 18. Schützen-Brigade (18ª brigata di fanteria meccanizzata)
  - 151. Schützen-Regiment
    - Schützen-Bataillon I
    - Schützen-Bataillon II

  - 101. Schützen-Regiment
    - Schützen-Bataillon I
    - Schützen-Bataillon II
- 18. Kradschützen-Bataillon (18º battaglione motociclisti)
- 88. Artillerie-Regiment (88º reggimento di artiglieria)
  - Artillerie-Abteilung I
  - Artillerie-Abteilung II
  - Artillerie-Abteilung III
- 18. Aufklärungs-Abteilung (18º battaglione da ricognizione)
- 88. Panzerjäger-Abteilung (88º battaglione cacciacarri)
- 98. Pionier-Bataillon (98º battaglione del genio militare)
- 88. Nachrichten-Abteilung (88º battaglione trasmissioni)
- Unità di supporto

1943: fronte orientale
- Stab
- 52. Panzergrenadier-Regiment (52º reggimento panzergrenadier)
  - Panzergrenadier-Bataillon I
  - Panzergrenadier-Bataillon II
- 101. Panzergrenadier-Regiment
  - Panzergrenadier-Bataillon I
  - Panzergrenadier-Bataillon II
- 18. Panzer-Abteilung (o 18. Panzer-Regiment)
- 88. Panzer-Artillerie-Regiment (18º reggimento di artiglieria corazzato)
  - Panzer-Artillerie-Abteilung I
  - Panzer-Artillerie-Abteilung II
  - Panzer-Artillerie-Abteilung III
- 18. Panzer-Aufklärungs-Abteilung
- Heeres-Flak-Artillerie-Batterie (batteria distaccata FlaK dell'esercito)
- 88. Panzerjäger-Abteilung
- 98. Panzer-Pionier-Bataillon
- 88. Panzer-Nachrichten-Abteilung
- Unità di supporto

Dati presi da:

## Decorazioni
52 membri della 18. Panzer-Division ricevettero la Croce Tedesca in Oro, 16 la Spilla d'Onore dell'Esercito e 14 la Croce di Cavaliere della Croce di Ferro.

## Comandanti
| Nome                       | Grado           | Inizio            | Fine              |
| Walther Nehring            | Generalmajor    | 26 ottobre 1940   | 26 gennaio 1942   |
| Karl Freiherr von Thüngen  | Generalmajor    | 26 gennaio 1942   | 24 aprile 1942    |
| Albert Praun               | Oberst          | 25 aprile 1942    | maggio 1942       |
| Karl Freiherr von Thüngen  | Generalmajor    | maggio 1942       | 15 agosto 1942    |
| Albert Praun               | Generalmajor    | 15 agosto 1942    | 20 agosto 1942    |
| Walter Gleininger          | Oberst          | 21 agosto 1942    | 14 settembre 1942 |
| Erwin Menny                | Generalmajor    | 15 settembre 1942 | 24 dicembre 1942  |
| Karl Freiherr von Thüngen  | Generalleutnant | 25 dicembre 1942  | 31 marzo 1943     |
| Karl-Wilhelm von Schlieben | Oberst          | 1º aprile 1943    | 30 aprile 1943    |
| Karl-Wilhelm von Schlieben | Generalmajor    | 1º maggio 1943    | 6 settembre 1943  |
| Karl Thoholte              | Generalmajor    | 7 settembre 1943  | 29 settembre 1943 |

Dati tratti da: